# Dred Scott v. Sandford
Dred Scott v. Sandford, 60 US (19 How.) 393 (1857), var en skelsættende afgørelse fra USA's højesteret, der fastslog, at den amerikanske forfatning ikke gav amerikansk statsborgerskab til personer af sort afrikansk afstamning. Det afstedkom derfor fra denne afgørelse, at afroamerikanere ikke nød de samme rettigheder og privilegier, som forfatningen tildelte amerikanske borgere. Beslutningen anses i vid udstrækning for at være den værste i USA's højesterets historie, idet den bredt fordømmes for dens åbenlyse racisme, retsaktivisme, dårlige juridiske ræsonnement og afgørende betydning for udbuddet af den amerikanske borgerkrig fire år senere. Den juridisk forsker Bernard Schwartz sagde, at det "står først på enhver liste over de værste højesteretsafgørelser". Senere højesteretspræsident Charles Evans Hughes kaldte det domstolens "største selvforskyldte sår".
Beslutningen involverede sagen om Dred Scott, en sort slave, hvis ejere havde ført ham fra Missouri – en delstat, hvor slaveri var lovligt – til Illinois og Wisconsin-territoriet, hvor slaveri var ulovligt. Da hans ejere senere bragte ham tilbage til Missouri, lagde Scott sag an for hans frihed og hævdede, at fordi han var blevet taget ind i et "frit" amerikansk territorium, var han automatisk blevet befriet og var juridisk ikke længere en slave. Scott lagde først sag an ved Missouri State Court (delstatsdomstol), som afgjorde, at han stadig var en slave i henhold til delstatens lovgivning. Efterfølgende lagde Scott sag an ved USA's føderale retsvæsen, som indledningsvis ligeledes afsagde en dom, der gik imod Scott. Denne afgørelse sagde, at det var Missouris delstats lovgivning, som var gældende i sagen. Scott appellerede dog efterfølgende denne kendelse til den amerikanske højesteret.
I marts 1857 udstedte højesteret en 7-2 afgørelse, der ligeledes gik imod Scott. I kendelsen – der var skrevet af højesteretspræsident Roger Taney – sagde domstolen, at mennesker af afrikansk afstamning "ikke er inkluderet, og aldrig var tiltænkt til at være inkluderet, under ordet "borgere" i forfatningen, og kan derfor ikke gøre krav på nogen af rettighederne og privilegier, som dette instrument giver og sikrer til borgere i USA". Taney forsvarede og understøttede ligeledes sin afgørelse med en udvidet undersøgelse af amerikansk lovgivning på delstats og lokalt niveau fra tidspunktet for forfatningens udarbejdelse i 1787. Denne undersøgelse viste, at en "evig og ufremkommelig barriere var beregnet til at blive opført mellem den hvide race og den, som de havde reduceret til slaveri". Fordi domstolen afgjorde, at Scott ikke var en amerikansk statsborger, var han heller ikke statsborger i nogen delstat og kunne følgelig aldrig fastslå den "mangfoldighed af statsborgerskab", som artikel III i den amerikanske forfatning kræver, for at en amerikansk føderal domstol kunne udøve jurisdiktion over en sag. Efter at have truffet afgørelsen i disse spørgsmål omhandlende Scott, fastslog Taney endvidere, atMissouri-kompromiset var en begrænsning af slaveejeres ejendomsrettigheder, der ikke var forendelig med den amerikanske kongres' forfatningsmæssige beføjelser.
Selvom Taney og flere andre dommere håbede, at beslutningen ville afgøre slaverikontroversen – som i stigende grad splittede den amerikanske befolkning – forværrede beslutningen kun de indbyrdes spændinger mellem delstaterne. Taneys kendelse faldt i god jord hos de slaveholdende delstater, men blev intenst kritiseret i alle de andre delstater. Beslutningen opildnede den nationale debat om slaveri og forværrede den kløft, der i sidste ende førte til den amerikanske borgerkrig. I 1865 – efter Unionens sejr – blev domstolens afgørelse i Dred Scott v. Sandford afløst af vedtagelsen af det 13. ændringsforslag til den amerikanske forfatning, der afskaffede slaveriet, og det 14. ændringsforslag, hvis første afsnit garanterede statsborgerskab for "[alle] personer født eller naturaliseret i USA og underlagt dets jurisdiktion".
Historikere er enige om, at højesterets afgørelse var en stor katastrofe for nationen, da den opildnede til spændinger, der i sidste ende førte til borgerkrigen. Under valget i USA i 1860 afviste republikanerne dommen som værende "korrumperet af partiskhed" og "ikke-bindende", fordi domstolen ikke havde nogen jurisdiktion. Partiets præsidentkandidat, Abraham Lincoln, udtalte, at han ikke ville tillade slaveri nogen steder i landet, undtagen hvor det allerede eksisterede, hvilket direkte modsagde domstolens afgørelse. Hans valg betragtes som den sidste begivenhed, der fik sydstaterne til at løsrive sig fra Unionen, hvilket antændte den amerikanske borgerkrig.

## Baggrund

### Politiske situation
I slutningen af 1810'erne opstod der en stor politisk strid om oprettelsen af nye amerikanske delstater fra det enorme territorium, som USA havde erhvervet sig fra Frankrig i 1803 gennem Louisiana-købet. Striden drejede sig om, hvorvidt de nye delstater ville være "frie" delstater – ligesom de nordlige delstater – hvor slaveri ville være ulovligt, eller om de ville være "slave" delstater – ligesom sydstaterne – hvor slaveri ville være lovligt. Sydstaterne ønskede, at de nye delstater skulle være slavestater for at styrke deres egen politiske og økonomiske magt. Nordstaterne ønskede, at de nye delstater skulle være frie delstater som følge af deres egne politiske og økonomiske interesse, ligesom de også besad moralske bekymringer i forbindelse med at tillade slaveriet udbredelse.
I 1820 vedtog den amerikanske kongres en lovgivning kendt som "Missouri-kompromiset", som havde til formål at løse striden. Kompromiset optog først Maine i Unionen – som en fri delstat – hvorefter den skabte Missouri ud fra en del af Louisiana-territoriet og optog denne nye delstat som en slavestat i Unionen. Samtidig forbød lovgivningen slaveri i området nord for breddegraden 36°30′. De juridiske virkninger af, at en slaveejer tog sine slaver fra Missouri ind i det frie territorium nord for den 36°30′ nordlige breddegrad, såvel som selve Missouri-kompromisets forfatningsmæssige gyldighed, blev udfordret i Dred Scott-sagen.

### Dred Scott og John Emerson
Dred Scott blev født som slave i Virginia omkring 1799. Lidt er kendt om hans tidlige år. Hans ejer, Peter Blow, flyttede til Alabama i 1818 og tog sine seks slaver med for at arbejde på en gård nær Huntsville. I 1830 opgav Blow landbruget og slog sig ned i St. Louis, Missouri, hvor han solgte Scott til kirurgen Dr. John Emerson, der arbejdede i den amerikanske hær- Efter at have købt Scott, tog Emerson ham til Fort Armstrong i Illinois. Illinois havde været frit territorium som følge af Nordvestbekendtgørelsen fra 1787 og havde forbudt slaveri i sin forfatning i 1819, da den blev optaget som en delstat i Unionen.
I 1836 flyttede Emerson med Scott fra Illinois til Fort Snelling i Wisconsin-territoriet i det, der senere blev til delstaten Minnesota. Slaveri i Wisconsin-territoriet (hvoraf noget, inklusive Fort Snelling, havde været en del af Louisiana-købet) var blev gjort ulovligt af den amerikanske kongres under Missouri-kompromiset. Under sit ophold på Fort Snelling giftede Scott sig med Harriet Robinson i en borgerlig ceremoni af Harriets ejer, major Lawrence Taliaferro. Ceremonien ville have været unødvendig, hvis Dred Scott havde været slave, da slaveægteskaber ikke havde nogen anerkendelse i loven.
I 1837 beordrede hæren Emerson til Jefferson Barracks Military Post, som var beliggende syd for St. Louis. Emerson forlod Scott og hans kone i Fort Snelling, hvor han lejede deres tjenester ud for profit. Ved at leje Scott ud i en fri delstat, bragte Emerson effektivt slaveriinstitutionen ind i en fri delstat, hvilket var en direkte overtrædelse af Missouri-kompromiset, Nordvestbekendtgørelsen og Wisconsin Enabling Act.

#### Irene Sanford Emerson
Inden årets udgang beordrede den amerikanske hær, at Emerson skulle flytte til Fort Jesup i Louisiana, hvor Emerson giftede sig med Eliza Irene Sanford i februar 1838. Emerson sendte efterfølgende bud efter Scott og Harriet, som herefter rejste til Louisiana for at tjene deres herre og hans kone. Inden for nogle få måneder blev Emerson forflyttet tilbage til Fort Snelling. Under rejsen til Fort Snelling, blev Scotts datter Eliza født på en dampbåd, der befandt sig på Mississippi-floden mellem Illinois og det, der senere skulle blive Iowa. Fordi Eliza blev født i frit territorium, blev hun teknisk set født som en fri person i henhold til både føderal og delstatslig lovgivning. Da de kom ind i Louisiana, kunne Scotts have lagt sag an for deres frihed, men gjorde det ikke. Forskellige personer med kendskab til juraen har antyder, at Scotts efter al sandsynlighed ville have fået deres frihed af en domstol i Louisiana, da denne domstol ville have respekteret lovene i de frie delstater – herunder at slaveholdere mistede deres ret til slaver, hvis de bragte dem ind i frie delstater i længere perioder. Dette havde været retspraksis i Louisianas delstatsdomstole i mere end 20 år.
Mod slutningen af 1838 blev Emerson forflyttet tilbage til Fort Snelling af den amerikanske hær. I 1840 vendte Emersons kone Irene tilbage til St. Louis med deres slaver, mens Dr. Emerson tjente i Seminole-krigen. Mens hun var i St. Louis, lejede hun dem ud. I 1842 forlod Emerson hæren. Efter at han døde i Iowa-territoriet i 1843, arvede hans enke – Irene – hans ejendom, inklusive Scotts. I tre år efter John Emersons død fortsatte hun med at udleje Scotts som en slave. I 1846 forsøgte Scott at købe sin og sin families frihed, men Irene Emerson nægtede, hvilket fik Scott til at ty til at gå den juridiske vej.

### Anvendte værker
- Arenson, Adam (2010). "Dred Scott Versus the Dred Scott Case".  I Konig, David Thomas (red.). The Dred Scott Case: Historical and Contemporary Perspectives on Race and Law. Columbus, OH: Ohio State University Press. ISBN 978-0821419120.
- Chemerinsky, Erwin (2019). Constitutional Law: Principles and Policies (6th udgave). New York: Wolters Kluwer. ISBN 978-1454895749.
- "Was the Dred Scott Case Valid?". The Journal of American History.
- "Scott v. Sandford: The Court's Most Dreadful Case and How it Changed History". Chicago-Kent Law Review.
- Hughes, Charles Evans (1936). The Supreme Court of the United States. Columbia University Press. ISBN 978-0231085670.
- McCloskey, Robert G. (2010). The American Supreme Court. Revised by Sanford Levinson (5th udgave). Chicago: University of Chicago Press. ISBN 978-0226556864.
- Nowak, John E.; Rotunda, Ronald D. (2012). Treatise on Constitutional Law: Substance and Procedure (5th udgave). Eagan, MN: West Thomson/Reuters. OCLC 798148265.
- "What the Court Decided in Dred Scott v. Sandford". American Journal of Legal History.

## Eksterne links
- Listen to: American Pendulum II – 🔊 Listen Now: American Pendulum II